# Chłopska Wola
Chłopska Wola est une localité polonaise de la gmina de Pysznica, située dans le powiat de Stalowa Wola en voïvodie des Basses-Carpates.